# Phtheochroa osthelderi
Phtheochroa osthelderi es una especie de polilla de la familia Tortricidae. 

## Distribución
Se encuentra en Siria y en Turquía.